# درقاوة (حسينات)
درقاوة هو دُوَّار يقع بجماعة بحارة أولاد عياد، إقليم القنيطرة، جهة الرباط سلا القنيطرة في المملكة المغربية. ينتمي الدوّار لمشيخة حسينات التي تضم 8 دواوير. يقدر عدد سكانه بـ 636 نسمة حسب الإحصاء الرسمي للسكان والسكنى لسنة 2004.

## روابط خارجية
- البوابة الوطنية للجماعات الترابية نسخة محفوظة 12 مارس 2018 على موقع واي باك مشين.
- المندوبية السامية للتخطيط